# 卢云秀
卢云秀（1996年9月6日—），福建漳浦人，中国女子帆船运动员，主攻帆板项目。在2020年夏季奥林匹克运动会上获得女子帆板RS:X级金牌。
2022年5月3日被授予中国青年五四奖章。

## 成绩
2017年获得在日本神奈川县藤泽市江之岛舉辦的世界帆船锦标赛RS:X级季军。
2019年获得在意大利纳戈-托尔博莱举办的世界帆船锦标赛RS:X级冠军。
2016-2020年获得3个世界杯分站赛RS:X级冠军（美国迈阿密，2017；美国迈阿密，2019；日本江之岛，2020）。
2021年7月，入选2020年夏季奥林匹克运动会中国代表团。之后，她在日本东京举行的2020年夏季奥林匹克运动会上获得女子帆板RS:X级金牌。